# Graunachtschwalbe
Die Graunachtschwalbe (Caprimulgus jotaka) ist eine Vogelart aus der Familie der Nachtschwalben (Caprimulgidae).
Sie wurde früher als konspezifisch mit der Dschungelnachtschwalbe angesehen, unterscheidet sich aber durch ihre Stimme.
Sie kommt in Ostasien vor, in Bangladesch, auf den Großen Sundainseln, in Indien, Japan, Korea, auf der Malaiischen Halbinsel, in Myanmar, Pakistan, auf den Philippinen, in Sibirien und Südchina.
Ihr Verbreitungs- und Brutgebiet umfasst offene buschbestandene und baumbewachsene Lebensräume.

## Beschreibung
Die Graunachtschwalbe ist 24–29 cm groß und wiegt zwischen 77 und 92 g. Sie ist ein sehr dunkler, grob gezeichneter Vogel mit schwärzlicher Oberseite und dunkler, flächiger Zeichnung. Das Männchen hat große schwarze Flecken auf dem Scheitel.
Von der Dschungelnachtschwalbe unterscheidet sie sich in der Größe, Flügelspannweite 186–210 gegenüber 182–185 cm und dunklerer Gesamtfiederung.

## Stimme
Der Ruf des Männchens wird als rasche, wiederholte Reihe einsilbiger, peitschender SCHurk’SCHurk’SCHurk... Laute beschrieben, die ineinander übergehen.

## Geografische Variation
Es werden folgende Unterarten anerkannt:
- C. j. hazarae Whistler, 1935 – Nordosten Pakistans östlich entlang des Himalayas bis Nordostindien, Bangladesch und Südchina (Yunnan), südlich über Myanmar bis zur Malaiischen Halbinsel und den Großen Sundainseln
- C. j. jotaka Temminck & Schlegel, 1844, Nominatform – Südosten Sibiriens, China, Japan und Korea; überwintert von Südchina bis zu den Philippinen und Großen Sundainseln

Caprimulgus jotaka memnon Koelz, 1954 wird heute als Synonym zu C. j. hazarae betrachtet.

## Lebensweise
Die Nahrung besteht meistens aus fliegenden Insekten wie Nachtfaltern, fliegenden Ameisen, Heuschrecken und Schnabelkerfen.
Die Brutzeit liegt in Japan zwischen Mai bis Anfang August, in Russland im Juni, in China im Mai und in Myanmar und am Himalaya zwischen April und Mai. Die Eier sind bläulich-weiß bis cremeweiß mit kräftigen dunkelbraunen Flecken.

## Gefährdungssituation
Die Graunachtschwalbe gilt als „nicht gefährdet“ (least concern).